# Lanceonotus splendens
Lanceonotus splendens är en insektsart som beskrevs av Capener 1972. Lanceonotus splendens ingår i släktet Lanceonotus och familjen hornstritar. Inga underarter finns listade i Catalogue of Life.